# Loura (Ouham-Pendé)
Pour les articles homonymes, voir Loura.
Loura est une  commune rurale de la préfecture de Ouham-Pendé, en République centrafricaine. Elle s’étend à l’est de la ville de Bocaranga. 

## Géographie
La commune de Loura est située au centre-nord de la préfecture de l’Ouham-Pendé. La plupart des villages sont localisés sur l’axe Létélé - Mbali. 
| Dilouki   | Yémé  |      |
| Bocaranga | Loura | Banh |
|           | Pendé |      |

## Villages
Les villages principaux sont : Kounpala et Bokombissi.
La commune compte 28 villages en zone rurale recensés en 2003 : Belge, Bildanga, Bilingarou, Bokoboro, Bokombissi, Bondele, Bossoro, Botaou, Boukoul, Bouli, Dang-Lang, Haoussa, Koun-Mbam 1, Koun-Mbam 2, Kounpala, Lami, Lehela, Mbibolo, Mbimbo, Mbingoro, Mbissengue, Mboro, Palambana 1, Pouganga, Sikom, Touloulou 2, Wetele, Zali.

## Éducation
La commune compte deux écoles publiques à Kounpala et Kounmbam1.

## Santé
La commune située dans la région sanitaire no 3 dispose de 3 postes de santé à Kounpala, Kounmbam1 et Kounmbam2.